# Bruno Lafranchi
Bruno Lafranchi (* 19. Juli 1955 in Altdorf UR) ist ein ehemaliger Schweizer Langstreckenläufer.

## Leben
1979 und 1980 gewann Lafranchi den Murtenlauf, 1982 wurde er Sechster bei den Leichtathletik-Halleneuropameisterschaften in Mailand über 3000 m und Dritter beim Fukuoka-Marathon. 
Beim Marathon der Leichtathletik-Weltmeisterschaften 1983 in Helsinki kam er auf den 23. Platz. 1984 wurde er Vierter beim Frankfurt-Marathon und lief beim Marathon der Olympischen Spiele in Los Angeles auf Rang 50 ein.
1985 wurde er Neunter und 1986 Dritter in Fukuoka. Beim Marathon der Weltmeisterschaften 1987 in Rom erreichte er das Ziel nicht. 1988 siegte er beim Beppu-Ōita-Marathon und qualifizierte sich damit für den Marathon der Olympischen Spiele in Seoul, den er aber nicht beendete.
Bei den Crosslauf-Weltmeisterschaften belegte er 1977 in Düsseldorf Platz 96, 1983 in Gateshead und 1985 in Lissabon Platz 161 und 1986 in Colombier Platz 202.
1977 und 1978 wurde er Schweizer Meister im 3000-Meter-Hindernislauf, 1983 und 1985 im Crosslauf. 1982 und 1985 wurde er nationaler Hallenmeister über 3000 m.
Bruno Lafranchi ist Inhaber der Lafranchi Sport & Events GmbH. Er war Präsident der Organisationskomitees des Zürich-Marathons und des Zürcher Silvesterlaufs.

## Persönliche Bestzeiten
- 1500 m: 3:40,85 min, 20. August 1986, Bern
- 3000 m: 7:51,7 min, 10. Juni 1981, Florenz
- 5000 m: 13:25,97 min, 13. August 1986, Zürich
- Marathon: 2:11:12 h, 5. Dezember 1982, Fukuoka
- 3000 m Hindernis: 8:28,8 min, 18. August 1978, Berlin